# ريكاردا فوكلينغ
ريكاردا ووكلينج (من مواليد 19 مارس 1997) هي لاعبة كرة قدم ألمانية تلعب كلاعبة خط وسط لنادي فيردر بريمن للدوري الألماني لكرة القدم للسيدات. 

## وقت مبكر من الحياة
وُلدت فوكلينغ في هانوفر ونشأت في أوبيرغريسباخ، بافاريا .  

## روابط خارجية
- ريكاردا فوكلينغ  على سكروي
- ريكاردا فوكلينغ – سجل منافسات الفيفا
- ريكاردا فوكلينغ – سجل منافسات اليويفا
- ريكاردا فوكلينغ في موقع كرة القدم العالمية.نت
- Ricarda Walkling at fcbayern.de
- Ricarda Walkling at soccerdonna.de